# Rabbit's Moon
Pour plus de détails, voir Fiche technique et Distribution.
Rabbit’s Moon, en français La Lune des lapins, est un court-métrage d'avant-garde du réalisateur américain Kenneth Anger. Filmé en France en 1950, il n'a pas été terminé (ni diffusé) avant 1972. Anger l'a ressorti en 1979, accéléré et avec une bande originale différente.
Filmé avec un filtre bleu et situé dans une clairière boisée, durant la nuit, il met en scène un clown, Pierrot, son aspiration pour la Lune (où vit un lapin, concept présent dans les mythologies aztèques et extrêmes-orientales) et ses tentatives futiles de sauter pour l'attraper. Puis un autre clown (Arlequin) apparaît et se moque de lui, en lui montrant Colombine, dont il semble tomber amoureux.

## Musique
La bande originale de la version de 1972 est constituée de morceaux pop des années 1950 et 1960 : There’s a Moon Out Tonight par The Capris, Oh, What a Night par The Dells, Bye Bye Baby par Mary Wells, I Only Have Eyes For You par The Flamingos et Tears On My Pillow par The El Dorados. La version de 1979 ne comporte qu'une boucle de la chanson It Came In The Night du groupe britannique A Raincoat.

## Influence
Le duo de musique électronique américain Rabbit in the Moon (1991-2010) tirait son nom du film.